# Elisabeth Högberg
Elisabeth Högberg, född 7 november 1986 i Gävle, är en svensk tidigare skidskytt. Hon är uppväxt i Jädraås i Ockelbo kommun. Hon tävlade för Biathlon Östersund.

## Biografi
Elisabeth Högberg, som föredrar att kalla sig för "Bettan", började med skidskytte säsongen 2001/2002 och deltog i junior-VM både 2005 och 2007 där hennes bästa placering blev en 21:a plats i jaktstart. 
Högberg gjorde sin debut i världscupen under säsongen 2007/2008 och körde startsträckan i det svenska stafettlag som blev trea vid världscuptävlingarna i Hochfilzen i december 2007. Hon visade stor säkerhet i skyttet under debutsäsongen och var länge den statistiskt bästa skytten i både liggande och stående skytte. 
Elisabeth Högberg var med och tog Sveriges första seger i en skidskyttestafett någonsin för damer den 15 januari 2010 i Ruhpolding tillsammans med Anna Carin Zidek, Anna Maria Nilsson och Helena Ekholm (då Jonsson).
Högberg deltog i sitt första olympiska spel 2010 i Vancouver, hennes bästa resultat blev en femteplats i stafetten tillsammans med Anna Carin Zidek, Anna Maria Nilsson och Helena Ekholm (då Jonsson). 
Under 2011 tävlade hon också i IBU-cupen, där hon körde totalt 5 lopp. I hennes första lopp, en sprint i Altenberg blev hon elva men följde upp det genom att bli fyra på jaktstarten. I säsongens sista tävlingar i Annecy-Le Grand Bornand blev hon 20:e på distansen. Hon blev trea på sprinten vilket var Sveriges första pallplats den säsongen. På den följande jaktstarten var hon den enda som sköt fullt vilket gav henne segern med en marginal på åtta sekunder. 
I världscupen har Högberg en 9:e plats i distansen från Östersund 2014/2015 som sitt bästa resultat. Även en 9:e plats i sprinten i Soldier Hollow 18/19. Säsongen 2018/2019 är också Högbergs bästa med en 43:e plats i den totala världscupen.  
Från och med 2014 tränade hon i team Skiidrott med Pär Svärdfeldt som tränare. Den 6 maj 2015 meddelade hon att hon fortsätter med Pär Svärdfeldt som tränare, trots inbjudan att träna i det svenska landslaget. Ett landslag vilket i fortsättningen leddes av Wolfgang Pichler.
Säsongen 2019–2020 vann hon hela IBU-cupen. Hon tog samma säsong EM Guld i sprinten och EM brons i jaktstart vilket säkrade upp hennes totala IBU vinst. Hon vann även sprintcupen och Jaktstartscupen i IBU cupen denna säsong.
Säsongen 2021/2022 blev Högbergs sista och den 13 mars gjorde hon sitt sista internationella lopp med att bli trea i IBU-cupens mixstafett tillsammans med Ingela Andersson, Emil Nykvist och Henning Sjökvist. 
Efter avslutad skidskyttekarriär har Högberg varit skidskytteexpert i SVT:s sändningar. 

## Rullskidskytte
I augusti 2019 blev hon svensk mästare på 7,5 kilometer sprint vid svenska mästerskapen i rullskidskytte i Sollefteå.